# Station Banbury
Banbury is een spoorwegstation van National Rail in Banbury in Engeland. 

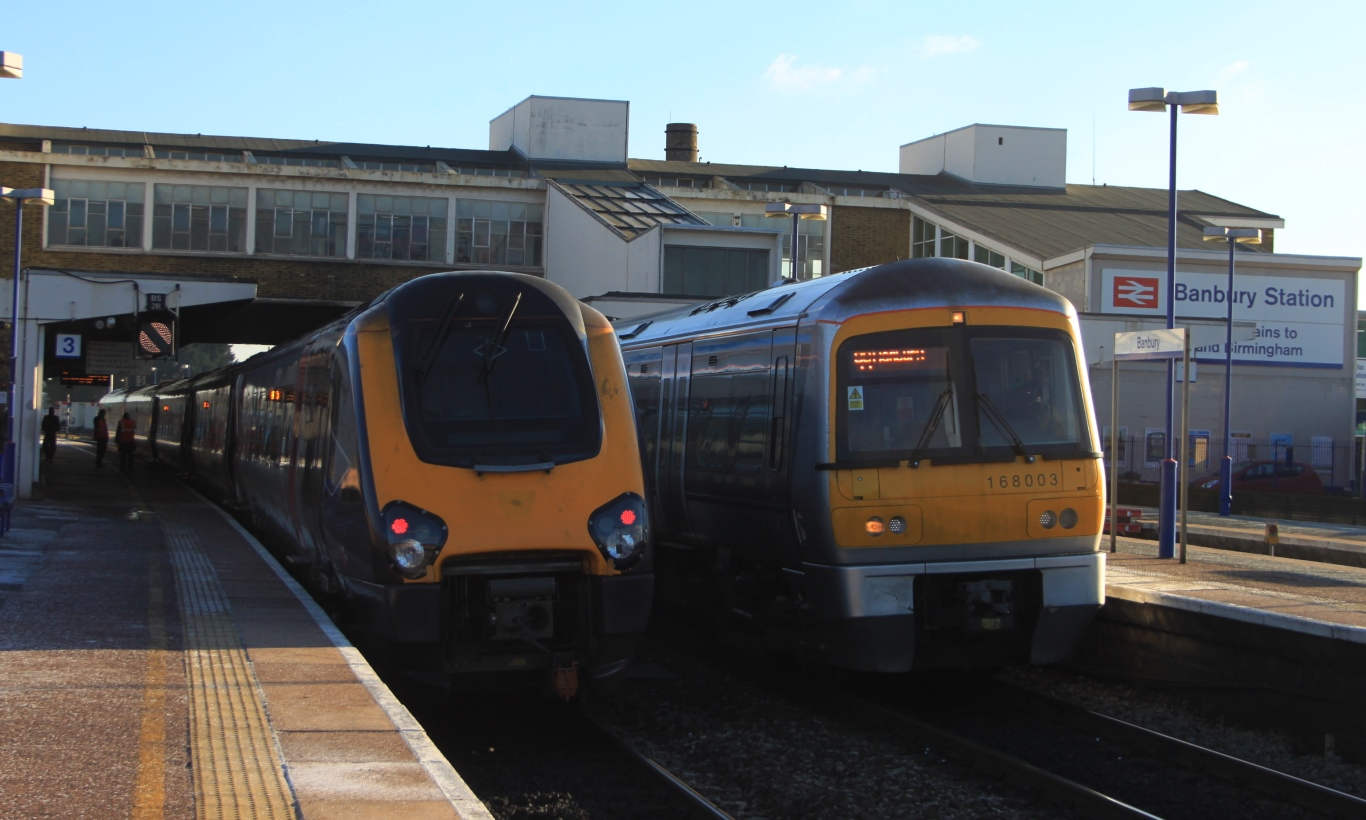
Treinen van CrossCountry en Chiltern Railways in Banbury